# Iglesia de las Santas Olga e Isabel
La Iglesia de las Santas Olga e Isabel (en ucraniano: Це́рква святи́х О́льги і Єлизаве́ти) en Leópolis, Ucrania se encuentra entre la estación de tren principal de la ciudad y del casco antiguo. Fue construida originalmente como una iglesia católica de rito romano, dedicada a Santa Isabel, y en la actualidad se emplea para el rito greco-católico ucraniano.
La iglesia fue construida por el arzobispo latino de Leópolis San José Bilczewski en los años 1903-1911 como iglesia parroquial del barrio occidental de la ciudad. Fue diseñado por el arquitecto polaco Teodor Talowski, en el estilo neo-gótico, similar a la de la iglesia votiva en Viena de Santa Isabel, situado en una colina, que está en la cuenca del mar Báltico y Negro, con su fachada flanqueada por dos torres y un campanario de 85 m en el lado norte con imponentes torres y fue concebida como primer el hito de Lviv para recibir a los visitantes que llegan a la ciudad en tren.
En 1939 la iglesia fue dañada en un bombardeo, pero se mantuvo abierta hasta 1946. Después de la guerra, el edificio fue utilizado como almacén y se redujo aún más hasta quedar en ruinas, hasta que fue devuelta a los fieles con el colapso de la Unión Soviética. En 1991, un iglesia griego católica fue establecida y la iglesia fue consagrada de nuevo como la iglesia católica griega de los Santos Olga e Isabel.